# Hansjörg König
Hansjörg König (* 18. Dezember 1959 in Stuttgart) ist ein deutscher Politiker. Von 2004 bis Dezember 2017 war er Staatssekretär in der Sächsischen Staatsregierung. 

## Leben
König absolvierte von 1980 bis 1982 eine Ausbildung zum Bankkaufmann und anschließend von 1982 bis 1989 ein Studium der Rechtswissenschaft an der Universität Bayreuth. Ab 1992 war er im Sächsischen Finanzministerium tätig und stieg dort vom Referent zum Abteilungsleiter auf. 2003 wechselte er als Leiter der Abteilung Ressortkoordinierung in die Sächsische Staatskanzlei. 
Von 2004 bis 2009 war er Staatssekretär im Sächsischen Staatsministerium für Kultus (Kabinett Milbradt II, Kabinett Tillich I). Im Kabinett Tillich II war König von Oktober 2009 bis Dezember 2010 Staatssekretär für Wissenschaft und Kunst. Nachdem bei einer Kabinettsumbildung in Thüringen der bisherige Staatssekretär im Sächsischen Staatsministerium der Finanzen, Wolfgang Voß, zum thüringischen Finanzminister ernannt wurde, wechselte König als Staatssekretär in das Sächsische Finanzministerium.
Nach dem Rücktritt von Stanislaw Tillich als Ministerpräsident und der Übernahme des Postens durch Michael Kretschmer gab Finanzminister Georg Unland bekannt, dem Kabinett Kretschmer I nicht mehr angehören zu wollen. Bei der anschließenden Kabinettsbildung wurde König von Minister Matthias Haß durch Dirk Diedrichs ersetzt. König ist seitdem als Kommunikationsberater in Leipzig tätig.
Hansjörg König ist verheiratet und hat zwei Kinder.